# Episodi di Lawman (prima stagione)
La prima stagione della serie televisiva Lawman è andata in onda negli Stati Uniti dal 5 ottobre 1958 al 28 giugno 1959 sulla ABC. 
| nº | Titolo originale  | Prima TV USA     |
| -- | ----------------- | ---------------- |
| 1  | The Deputy        | 5 ottobre 1958   |
| 2  | The Prisoner      | 12 ottobre 1958  |
| 3  | The Joker         | 19 ottobre 1958  |
| 4  | The Oath          | 26 ottobre 1958  |
| 5  | The Outcast       | 2 novembre 1958  |
| 6  | The Jury          | 9 novembre 1958  |
| 7  | Wanted            | 16 novembre 1958 |
| 8  | The Badge         | 23 novembre 1958 |
| 9  | Bloodline         | 30 novembre 1958 |
| 10 | The Intruders     | 7 dicembre 1958  |
| 11 | Short Straw       | 14 dicembre 1958 |
| 12 | Lady in Question  | 21 dicembre 1958 |
| 13 | The Master        | 28 dicembre 1958 |
| 14 | The Outsider      | 4 gennaio 1959   |
| 15 | The Captives      | 11 gennaio 1959  |
| 16 | The Encounter     | 18 gennaio 1959  |
| 17 | The Brand Release | 25 gennaio 1959  |
| 18 | The Runaway       | 1º febbraio 1959 |
| 19 | Warpath           | 8 febbraio 1959  |
| 20 | The Gunman        | 15 febbraio 1959 |
| 21 | The Big Hat       | 22 febbraio 1959 |
| 22 | The Chef          | 1º marzo 1959    |
| 23 | The Posse         | 8 marzo 1959     |
| 24 | The Visitor       | 15 marzo 1959    |
| 25 | Battle Scar       | 22 marzo 1959    |
| 26 | The Gang          | 29 marzo 1959    |
| 27 | The Souvenir      | 5 aprile 1959    |
| 28 | The Young Toughs  | 12 aprile 1959   |
| 29 | Riding Shotgun    | 19 aprile 1959   |
| 30 | The Journey       | 26 aprile 1959   |
| 31 | The Huntress      | 3 maggio 1959    |
| 32 | The Return        | 10 maggio 1959   |
| 33 | The Senator       | 17 maggio 1959   |
| 34 | The Ring          | 24 maggio 1959   |
| 35 | The Bandit        | 31 maggio 1959   |
| 36 | The Wayfarer      | 7 giugno 1959    |
| 37 | The Conclave      | 14 giugno 1959   |
| 38 | Red Ransom        | 21 giugno 1959   |
| 39 | The Friend        | 28 giugno 1959   |

## The Deputy
- Prima televisiva: 5 ottobre 1958
- Diretto da: Montgomery Pittman
- Soggetto di: Harry Whittington

### Trama
- Guest star: Bek Nelson (moglie di Dru Lemp), Edward Byrnes (Lacy Hawks), Jack Elam (Flynn Hawks), Lee Van Cleef (Walt Hawks), Stanley Farrar (giudice Patterson; solo credito), Lane Chandler (Tom Pike), Rankin Mansfield (Carl Shoemaker), Emile Avery (frequentatore bar), Danny Sands (frequentatore bar), Sailor Vincent (frequentatore bar)

## The Prisoner
- Prima televisiva: 12 ottobre 1958
- Diretto da: Richard L. Bare
- Soggetto di: Frank Gruber

### Trama
- Guest star: Bek Nelson (Dru Lemp), John Doucette (Dick Sellers), William Henry (Doug Sutherland), Harry Cheshire (giudice Trager), Jon Lormer (Harry Tate), K. L. Smith (Hank), Phil Tully (Jody), Lane Chandler (Tom Pike), Robert Williams (Caddo Colin)

## The Joker
- Prima televisiva: 19 ottobre 1958
- Diretto da: Stuart Heisler
- Scritto da: Finlay McDermid

### Trama
- Guest star: Jeff York (Barney Tremain), Bek Nelson (Dru Lemp), Jon Lormer (Harry Tate), Emile Meyer (sceriffo Giles (Jim Giles), Dub Taylor (Larry), I. Stanford Jolley (Gil Breck), Emile Avery (Disarmed Barfly), Sailor Vincent (frequentatore bar)

## The Oath
- Prima televisiva: 26 ottobre 1958
- Diretto da: Leslie H. Martinson
- Soggetto di: Irving Rubine

### Trama
- Guest star: Barbara Stuart (Lola Bordeaux), Whit Bissell (Thornton Eggles), Don Kelly (Lou Menke), Stephen Courtleigh (Doc Walter Brewer), Betty Lynn (Edna Phillips), John Cliff (Hurley)

## The Outcast
- Prima televisiva: 2 novembre 1958
- Diretto da: Stuart Heisler
- Soggetto di: William F. Leicester

### Trama
- Guest star: Dick Foran (Ed Kelly), Martin Landau (Bob Ford), Tony Romano (suonatore di chitarra), Stuart Randall (Stan Jackson), Emory Parnell (Hank), James Lydon (Nat Davis), Harry Harvey, Jr. (Willy Davis)

## The Jury
- Prima televisiva: 9 novembre 1958
- Diretto da: Richard L. Bare
- Scritto da: Edmund Morris

### Trama
- Guest star: Jean Willes (Kate Wilson), Anthony George (Larry Bennett), John Reach (Carter Knox), Harry Cheshire (giudice Trager), Jon Lormer (Harry Tate), Don Beddoe (Jim Tyler), Tom Jackson (Warden), Ivan Bell (giurato), Rudy Bowman (giurato), Jack Kenny (giurato), Tom London (vecchio), Kermit Maynard (giurato)

## Wanted
- Prima televisiva: 16 novembre 1958
- Diretto da: Leslie H. Martinson
- Scritto da: Finlay McDermid

### Trama
- Guest star: Patrick McVey (Red Barrington), Bek Nelson (Dru Lemp), Robert J. Wilke (Fallon), Russell Thorson (Wilson), Ralph Reed (Roy Barrington), Kelly Thordsen (Carver), I. Stanford Jolley (Gil Breck)

## The Badge
- Prima televisiva: 23 novembre 1958
- Diretto da: Lee Sholem
- Scritto da: Finlay McDermid, Bernard C. Schoenfeld

### Trama
- Guest star: Gary Vinson (Bill Andrews), Wesley Lau (Rick Andrews), Venetia Stevenson (Molly Matson), Charles Bateman (Tim Bucknell), Phil Tead (Mr. Seymour), Kenneth R. MacDonald (Mr. Matson), Peter Breck (Ranchhand), John Cason (Ranchhand), James McCallion (Shorty)

## Bloodline
- Prima televisiva: 30 novembre 1958
- Diretto da: Leslie H. Martinson
- Soggetto di: Burt Arthur, Budd Arthur

### Trama
- Guest star: Bek Nelson (Dru Lemp), Will Wright (Luke Saint), Paul Langton (Matt Saint), Chuck Courtney (Mark Saint), Jon Lormer (Harry Tate), Emory Parnell (Hank), James Hope (Sloane)

## The Intruders
- Prima televisiva: 7 dicembre 1958
- Diretto da: Stuart Heisler
- Soggetto di: David Lang

### Trama
- Guest star: Frances Fong (May Ling), Philip Ahn (Wong), John Hoyt (Thomas Clemens), Bek Nelson (Dru Lemp), Lane Bradford (Cody), Mickey Simpson (Porter), Fred Graham (Hart), Howard Negley (barista (Joe), David McMaron (Bill Butler), Emile Avery (cittadino), Chuck Hicks (Blacksmith), Danny Sands (cittadino)

## Short Straw
- Prima televisiva: 14 dicembre 1958
- Diretto da: Stuart Heisler
- Scritto da: Clair Huffaker

### Trama
- Guest star: Jack Lambert (Lon Haggert), Ted de Corsia (Jess Crowthers), Bek Nelson (Dru Lemp), John Hubbard (Jake Biddle), Charles Fredericks (Orin Smith), David Alpert (Lester White), Tom McKee (Joe Haslip), Kansas Moehring (frequentatore bar)

## Lady in Question
- Prima televisiva: 21 dicembre 1958
- Diretto da: Alan Crosland, Jr.
- Scritto da: David Lang

### Trama
- Guest star: Bek Nelson (Dru Lemp), Mike Connors (Hal Daniels), Dorothy Provine (Julie Preston), Harry Cheshire (giudice Trager), Lane Chandler (Tom Pike), Ken Christy (Sims), Steven Jay (Jimmy Hines), Ann Staunton (Mrs. Hines)

## The Master
- Prima televisiva: 28 dicembre 1958
- Diretto da: Anton Leader
- Soggetto di: Finlay McDermid

### Trama
- Guest star: Wayne Morris (Tod Horgan), Bek Nelson (Dru Lemp), Rusty Lane (Brady), Tom Holland (Farley Brent), Lonnie Blackman (Lucy Brent), William Meigs (Johnson), Ray Walker (Sheehan), Duane Grey (Willard)

## The Outsider
- Prima televisiva: 4 gennaio 1959
- Diretto da: Stuart Heisler
- Scritto da: William F. Leicester

### Trama
- Guest star: Miranda Jones (Rene Lebeau), Barry Kelley (Josh Teller), James Drury (Stan Bates), Mike Road (Herbie Teller), Rosa Rey (Mrs. Lebeau), Jon Lormer (Harry Tate), Earle Hodgins (Fane), Michael MacReady (Talby)

## The Captives
- Prima televisiva: 11 gennaio 1959
- Diretto da: Stuart Heisler
- Scritto da: Edmund Morris

### Trama
- Guest star: Edgar Buchanan (Jess Miller), James Bell (Doc Stewart), Michael Dante (Jack McCall), Phil Tead (Mr. Seymour), Dee Carroll (Mrs. Mitchell), Tom Fadden (Slade), James Dobson (Jody Peters)

## The Encounter
- Prima televisiva: 18 gennaio 1959
- Diretto da: Stuart Heisler
- Scritto da: Clair Huffaker

### Trama
- Guest star: Louise Fletcher (Betty Horgan), Donald Buka (Cole Hawkins), Russell Johnson (Wade Horgan)

## The Brand Release
- Prima televisiva: 25 gennaio 1959
- Diretto da: Stuart Heisler
- Soggetto di: Oliver Crawford

### Trama
- Guest star: R. G. Armstrong (Gabe Dallas), Russell Thorson (sceriffo Lang), Lee Farr (Ben Greene), Stewart Bradley (Chad Williams), Phil Tead (Mr. Seymour), Zon Murray (Charley Bray), Tom Palmer (dottor Stewart), Harry Tyler (Seth Billings)

## The Runaway
- Prima televisiva: 1º febbraio 1959
- Diretto da: Stuart Heisler
- Scritto da: William F. Leicester

### Trama
- Guest star: Karl Lukas (sergente Blaney), Joyce Taylor (Dora Mahan), James Kirkwood, Jr. (Ben Steed), Hugh Sanders (colonnello Steed), Paul Lukather (caporale Breen), Emile Avery (Army Trooper)

## Warpath
- Prima televisiva: 8 febbraio 1959
- Diretto da: Stuart Heisler
- Scritto da: Dean Riesner

### Trama
- Guest star: Murvyn Vye (Tom Cardigan), William Fawcett (Billy Bright), Lew Gallo (Weed), Howard Caine (Newt Whittaker), Michael Forest (Chief Little Wolf), Ted Jacques (Lew Bush), Eugene Iglesias (Blanket), Iron Eyes Cody (Scarfaced Brave), Emile Avery (frequentatore bar)

## The Gunman
- Prima televisiva: 15 febbraio 1959
- Diretto da: Stuart Heisler
- Scritto da: Clair Huffaker

### Trama
- Guest star: Gordon Jones (Chalk Hennesey), Hal Baylor (Harlin Smith), Frank Sully (Jenks Edwards), Baynes Barron (Al Horn), Paul Brinegar (Stage Line Clerk), Howard Negley (Hank), Dorothy Partington (Lucy Benson), Richard Arlen (Kurt Monroe), Emile Avery (frequentatore bar)

## The Big Hat
- Prima televisiva: 22 febbraio 1959
- Diretto da: Stuart Heisler
- Scritto da: William F. Leicester

### Trama
- Guest star: Barbara Lang (Julie Tate), Jay Novello (Frank Slater), Rita Lynn (Lily Keats), Jon Lormer (Harry Tate), Richard Reeves (Marty Brattle), Robert Williams (Big Hat Anderson), James Parnell (minatore)

## The Chef
- Prima televisiva: 1º marzo 1959
- Diretto da: Stuart Heisler
- Soggetto di: Mortimer Braus

### Trama
- Guest star: Sig Ruman (Hans Steinmayer), Lee Patrick (Mary Young), John Doucette (Ira Young), Byron Foulger (Harry Dorn), Harry Cheshire (giudice Trager), Charles Meredith (Territorial Governor), Jean Harvey (governatore)

## The Posse
- Prima televisiva: 8 marzo 1959
- Diretto da: Stuart Heisler
- Scritto da: William F. Leicester

### Trama
- Guest star: Pernell Roberts (Fent Hartley), Jean Allison (Beth Hunter), Tol Avery (Bliss Carter), Dick Rich (Arch Devereaux), Emerson Treacy (Blinker), Dick Wessel (Jed Thomas), Michael MacReady (Tracy Hunter), Kermit Maynard (cittadino)

## The Visitor
- Prima televisiva: 15 marzo 1959
- Diretto da: Stuart Heisler
- Scritto da: Edmund Morris

### Trama
- Guest star: Charles Cooper (Jack Rollins), Vivi Janiss (Mrs. Welch), Ned Wever (Welch), Roscoe Ates (Old Timer), Stephen Talbot (Jamie), Doug McClure (Jed Ryan), Emile Avery (cittadino), Kermit Maynard (frequentatore bar)

## Battle Scar
- Prima televisiva: 22 marzo 1959
- Diretto da: Stuart Heisler
- Soggetto di: Lawrence Menkin, Don Tait

### Trama
- Guest star: R. G. Armstrong (maggiore Ben Rogers), Catherine McLeod (Cynthia Rogers), Robert Conrad (Davey Catterton), Walter Coy (colonnello French), Emile Avery (conducente della diligenza), Earle Hodgins (Seymour the Storekeeper), Kansas Moehring (cittadino)

## The Gang
- Prima televisiva: 29 marzo 1959
- Diretto da: Stuart Heisler
- Scritto da: Clair Huffaker

### Trama
- Guest star: James Drury (Clay), Barbara Lang (Julie Tate), Roscoe Ates (Ike (Ike Jenkins), Karl Davis (Hayes), Emory Parnell (Hank), Tom Palmer (Doc Stewart), Dick Wessel (Jed Thomas), Guy Wilkerson (Smith), Zon Murray (Garth)

## The Souvenir
- Prima televisiva: 5 aprile 1959
- Diretto da: Stuart Heisler
- Soggetto di: Frederick Louis Fox

### Trama
- Guest star: Jeanette Nolan (Ma Carey), Barbara Lang (Julie Tate), Lane Chandler (Tom Pike), Don Kelly (Virgil Carey), Jan Harrison (Nan Brooks), Brent King (Boone (Boone Carey), Robert Fuller (Davey (Davey Carey), Tom Palmer (Doc Stewart), Harry Cheshire (giudice Trager), Emory Parnell (Hank), Ken Christy (Carl Shoemaker), Kansas Moehring (cittadino)

## The Young Toughs
- Prima televisiva: 12 aprile 1959
- Diretto da: Leslie H. Martinson
- Scritto da: Clair Huffaker

### Trama
- Guest star: Sig Ruman (Hans (Hans Steinmayer), Barbara Lang (Julie Tate), Tom Gilson (Hoak Barnes), Van Williams (Zachary Morgan), Eric Morris (Joey Young), Morris Ankrum (Ike Smith), Emory Parnell (Hank), Emile Avery (frequentatore bar), Kansas Moehring (frequentatore bar), Eddie Parker (Ranchhand in Bunkhouse), Hank Patterson (Sodbuster)

## Riding Shotgun
- Prima televisiva: 19 aprile 1959
- Diretto da: Alan Crosland, Jr.
- Soggetto di: Kenneth Perkins

### Trama
- Guest star: Allen Case (Larry DeLong), Paul Fix (Pop Marraday), Jack Lomas (Jess Brubaker), Ron Soble (Jake), Lane Chandler (Tom Pike), Roy Barcroft (Feeney), Terry Rangno (Tommy), George Barrows (Ott)

## The Journey
- Prima televisiva: 26 aprile 1959
- Diretto da: Stuart Heisler
- Scritto da: Edmund Morris

### Trama
- Guest star: Robert J. Wilke (Tom Haddon), J. Pat O'Malley (Owen Muldoon), Willis Bouchey (Jabez Bentham), Harry Millard (Phillip (Phillip Bentham), Nesdon Booth (Mr. Kenyon)

## The Huntress
- Prima televisiva: 3 maggio 1959
- Diretto da: Stuart Heisler
- Scritto da: Clair Huffaker

### Trama
- Guest star: Andra Martin (Loma (Loma Williams), John Pickard (Jim Pierce), Olive Sturgess (Wanda), Byron Keith (Frank Pierce), John Clarke (cowboy), Harry Swoger (Blum), Harry Tyler (Jake Smith), Mickey Simpson (Bill Crowthers), Dub Taylor (Barman)

## The Return
- Prima televisiva: 10 maggio 1959
- Diretto da: Stuart Heisler
- Soggetto di: Jules Schermer, Jim Barnett

### Trama
- Guest star: Frank Albertson (Clint Porter), Burt Douglas (Ben Adams), Nan Peterson (Nancy Porter), Joan Granville (Rose Gentry), Harry Landers (Wes Blaine), Lane Bradford (Roy Blaine), Don Wilbanks (Ryan), Tom Fadden (Cartwright), Emory Parnell (Hank)

- Guest star:

## The Senator
- Prima televisiva: 17 maggio 1959
- Diretto da: Stuart Heisler
- Soggetto di: Booker McClay

### Trama
- Guest star: Jack Elam (Spence), Don 'Red' Barry (moglie di Shorty), Ted de Corsia (Barrett), Grandon Rhodes (Fergus), Dan Sheridan (Clegg Willis), Paul Keast (senatore Wellborn), Emory Parnell (Hank), Cecil Elliott (Mrs. Ashbourne), Walter Baldwin ()

## The Ring
- Prima televisiva: 24 maggio 1959
- Diretto da: Leslie H. Martinson
- Soggetto di: Harry Whittington

### Trama
- Guest star: Richard Long (Zachary), Hillary Brooke (Claire Adams), Byron Palmer (Link), Roscoe Ates (Ike Jenkins), Roy Baker (Albert Tishkin), Tom Palmer (Doc Stewart), Ruth Warren (Angie Spender)

## The Bandit
- Prima televisiva: 31 maggio 1959
- Diretto da: Lee Sholem
- Scritto da: Oliver Crawford

### Trama
- Guest star: Lurene Tuttle (Matt), Anne Anderson (Jenny Gibbons), Don Beddoe (dottore Morros), Jimmy Baird (Bobby Gibbons), Skip Homeier (Ches Ryan)

## The Wayfarer
- Prima televisiva: 7 giugno 1959
- Diretto da: Lee Sholem
- Soggetto di: William F. Leicester

### Trama
- Guest star: Jeff York (Sam Cates), Debbie Hengen (Toby), Kenneth Becker (Treb Cates), Emory Parnell (Hank), Tom Palmer (dottor Stewart), John Harmon (Gordy), Adam West (Doc Holliday), Emile Avery (Mike), Holly Bane (Pross Cates), Kansas Moehring (frequentatore bar)

## The Conclave
- Prima televisiva: 14 giugno 1959
- Diretto da: Mark Sandrich, Jr.
- Scritto da: Edmund Morris

### Trama
- Guest star: Lawrence Dobkin (Buck Walsh), Denver Pyle (Glen Folsom), Carl Milletaire (Ramirez), Lee Van Cleef (Ned Scott), John Hubbard (Abel Clark), Emory Parnell (Hank), Rayford Barnes (Ken Tompkins), Donald Elson (Mr. Oliver)

## Red Ransom
- Prima televisiva: 21 giugno 1959
- Diretto da: Leslie H. Martinson
- Scritto da: William F. Leicester

### Trama
- Guest star: Grace Raynor (White Cloud), George D. Wallace (Nat Gruber), Francis McDonald (Red Horse), Walter Burke (Whiskey Jimmie), Emile Avery (cittadino), Bud Osborne (cittadino)

## The Friend
- Prima televisiva: 28 giugno 1959
- Diretto da: Mark Sandrich, Jr.
- Scritto da: Clair Huffaker

### Trama
- Guest star: Robert Fuller (Buck Harmon), Robert F. Simon (Mr. Harmon), Nestor Paiva (Jack Gorman), Roscoe Ates (Jenkins (Ike Jenkins), Emory Parnell (Hank), Brad Von Beltz (Harry), Paul Lukather (Mack)